# Klikacz
Klikacz (bułg. Кликач) – wieś w Bułgarii, w obwodzie Burgas, w gminie Karnobat. W 2023 roku liczyła 780 mieszkańców.